# قائمة زملاء الجمعية الملكية المنتخبين في 1714
هذه الصفحة تعرض قائمة زملاء الجمعية الملكية المُنتخبين لعام 1714.

## الزملاء
- بيير فارينون
- جون ثيافليس ديسجلوريس
- ويليام براتل
- الكسندر ستيوارت
- جون ليفريت الأصغر
- مارتن فولكس [الإنجليزية]‏
- Richard Rawlinson [الإنجليزية]‏